# 葉爾加瓦區
葉爾加瓦區（Jelgavas rajons）是拉脫維亞中南部的一個已废置的區份。面積1,605.2平方公里。人口37,054人。区府葉爾加瓦為一直轄市。下分1市1鎮15村。
拉脫維亞於2009年撤销了所有的区份，并改制为市镇。